# Revista d'etnologia de Catalunya
La Revista d'etnologia de Catalunya (REC) es una publicación científica y académica, especializada en los ámbitos de la antropología, la etnología y el patrimonio cultural de Cataluña. Fue creada en 1992 y editada por el Centro de Promoción de la Cultura Popular y Tradicional Catalana, que posteriormente se convertiría en la Dirección General de Cultura Popular, Asociacionismo y Acción Cultural de la Generalidad de Cataluña.
La revista, que se publica ininterrumpidamente desde julio de 1992, con una periodicidad que ha variado entre semestral y anual, se ha convertido en una plataforma de difusión de las iniciativas, las realizaciones, las teorías y las experiencias de los investigadores, las entidades y los colectivos que conforman este campo del conocimiento dentro de las ciencias sociales. La REC es una publicación periódica que ha acontecido punto de referencia y lugar de encuentro de la antropología y la etnología catalanas, así como de las ciencias sociales en general, tanto desde un punto de vista académico y analítico como desde la vertiente de la producción cultural y el patrimonio etnológico.
Bajo el prisma de la interdisciplinarietat, la REC presenta trabajos y artículos que se estructuran en las siguientes secciones: Dossier monográfico, Miscelánea, Investigaciones etnológicas y Crónica (Actividades, Asociaciones, Museografía y Bibliografía).
Detrás de la creación de la REC se encuentran dos figuras que han sido capitales en esta empresa, Antoni Anguela, jefe del Servicio de Patrimonio Etnológico del Centro de Promoción de la Cultura Popular y Tradicional Catalana (CPCPTC) y Joan Maria Llobet Armengou, jefe del Servicio de Publicaciones del Departamento de Cultura de la Generalidad de Cataluña.